# Taxithelium glaucovirens
Taxithelium glaucovirens är en bladmossart som beskrevs av Jules Cardot 1909. Taxithelium glaucovirens ingår i släktet Taxithelium och familjen Sematophyllaceae. Inga underarter finns listade i Catalogue of Life.